# Capitaine abandonné
Singles de Gold
Plus près des étoiles
(1985) Ville de lumière
(1986)
Capitaine abandonné est une chanson interprétée par le groupe français Gold. Elle est sortie en décembre 1985 en single sur le label WEA, extrait de leur deuxième album Calicoba et la compilation éponyme parus en 1986.
La chanson a atteint la première place du Top 50 pendant plusieurs semaines, à partir de février 1986, s'est vendue à 657 000 exemplaires et a été certifiée disque d'or par le Syndicat national de l'édition phonographique. Capitaine abandonné est un hommage aux aventuriers.

## Contexte et sortie
Capitaine abandonné est écrite par Jacques Cardona, sur une musique des membres de Gold, Bernard Mazauric et Émile Wandelmer. Elle rend hommage aux grands sportifs et aux aventuriers, plus spécifiquement à Arnaud de Rosnay et Philippe de Dieuleveult, disparus respectivement en 1984 et 1985, ainsi qu'à Philippe Jeantot,. Le clip vidéo montre le groupe qui interprète la chanson dans un bar où des hommes jouent aux cartes. Ces images alternent avec des scènes de navigation pendant les refrains.
Une version en anglais de la chanson a également été enregistrée par le groupe, sous le titre Sail Away, qui est sortie en 1986.

## Accueil commercial
Le 8 février 1986, Capitaine abandonné est entré dans le Top 50 à la 35e position et atteint les dix premières places du classement dès la sixième semaine. Il est resté en tête du classement pendant quatre semaines et a totalisé 13 semaines parmi les dix première places et 24 semaines dans le Top 50. La chanson est certifiée disque d'or par le Syndicat national de l'édition phonographique. Dans le classement paneuropéen European Hot 100 Singles, la chanson démarre à la 87e position lors du classement du 22 février 1986 et atteint la 26e place le 26 avril de la même année.

## Liste des titres
| A. | Capitaine abandonné | 3:54 |
| B. | Josy-Ann            | 3:34 |

| A. | Capitaine abandonné | 6:26 |
| B. | Josy-Ann            | 3:34 |

## Crédits
- Émile Wandelmer – chant, guitare
- Lucien Crémadès – guitare
- Bernard Mazauric – chœurs, claviers
- Étienne Salvador – batterie
- Alain Llorca – chœurs, basse
- François Porterie, Henri Loustau – ingénieur du son
- Jean-Jacques Souplet, Olivier Zameczkowski – réalisateur
- Dominique Palombo – photographie

Crédits adaptés des notes d'accompagnement,.

## Classements et certifications
| Classement (1986)                | Meilleure position |
| -------------------------------- | ------------------ |
| Europe (European Hot 100)        | 26                 |
| Europe (European Airplay Top 50) | 17                 |
| France (SNEP)                    | 1                  |
| Québec (ADISQ)                   | 15                 |

| Classement (1986)         | Position |
| ------------------------- | -------- |
| Europe (European Hot 100) | 67       |
| France (SNEP)             | 11       |

### Certification
| Pays                                                             | Certification | Ventes certifiées |
| ---------------------------------------------------------------- | ------------- | ----------------- |
| France (SNEP)                                                    | Or            | 500 000*          |
| *Ventes selon la certification xNon précisé par la certification |               |                   |

## Reprises
En 2002, la chanson est reprise par Axel Bauer, Patrick Fiori et Gérald De Palmas dans le cadre du regroupement d'artistes Les Enfoirés. Cette version figure sur l'album Tous dans le même bateau des Enfoirés. En 2016, une version est enregistrée par le duo Max et Mango dans leur album #2. En 2018, elle est reprise par Opium du peuple dans leur album 7 Salopards